# Agente tamponador
Para uma solução aquosa composta de tanto um ácido fraco quanto uma base fraca e seu conjugado, ver solução tampão.
Um agente tamponador, ou agente tampão, ajusta e estabiliza o pH de uma solução. A função de um agente tamponador é conduzir uma solução ácida ou alcalina a um certo pH e prevenir a mudança deste pH. Agentes tamponadores têm propriedades variadas - alguns são mais solúveis que outros; alguns são ácidos enquanto outros são básicos. Como controladores de pH, eles são importantes em muitas aplicações químicas, incluindo agricultura, processamento de alimentos, medicina  e fotografia.

## Definição de um agente tamponador
Agentes tamponadores podem ser tanto ácidos fracos quanto bases fracas que compreenderiam uma solução tampão. Agentes tamponadores são usualmente adicionados à água para formar soluções. Eles são substâncias que são responsáveis pela tamponação vista nestas soluções. Estes agentes são adicionados a substâncias que são colocadas em substâncias ácidas ou básicas a fim de estabilizar a substância. Por exemplo, a aspirina tamponada tem um agente tamponador, tal como o MgO, que irá manter o pH da aspirina quando ele passar pelo estômago do paciente. Outro uso do agente tamponador é em tabletes antiácidos, onde o primeiro propósito é baixar a acidez do estômago.

## Mecanismo de um agente tamponador
O meio pelo qual os agentes tamponadores trabalham é visto em como as soluções tampão funcionam. Usando o princípio de Le Chatelier nós temos uma expressão de equilíbrio entre o ácido e a base conjugada. Como resultado nós vemos esta pequena mudança nas concentrações do ácido e da base conseqüentemente a solução é tamponada. Um agente tamponador sustenta esta faixa de concentraçao por prover o ácido ou base conjugada correspondente para estabilizar o pH ao que está sendo adicionado. O pH resultante desta combinação pode ser encontrado pelo uso da equação de Henderson-Hasselbalch:
{\displaystyle {\mbox{pH}}={\mbox{pKa}}+\log _{10}{\frac {\left[{\mbox{A}}^{-}\right]}{\left[{\mbox{HA}}\right]}}}
onde HA é o ácido fraco e A é o ânion da base.

## Exemplos
Produtos como :
- Citrato de Sódio
- Carbonato de Potássio
- Tetrapirofosfato ou TKPP